# 吉川壽一
吉川 壽一（よしかわ じゅいち、1943年1月7日 - ）は、日本の前衛書家、SYOアーティスト。福井県福井市出身。ソニー・クリエイティブプロダクツが著作物のマネジメントを行っている。

## 来歴
福井県立藤島高等学校卒業。上田桑鳩・宇野雪村・稲村雲洞・川崎一照らに師事。1964年に「奎星賞」を受賞し、以後、毎日書道展グランプリ、福井市民文化賞、毎日書道顕彰など多くの賞を受賞。「SHO家」、「SHO Artist」として国内、海外で精力的に活動し、エルメス社のスカーフのSHO作品を制作するなどその活動範囲は非常に広い。
1964年第一回個展「寿一墨象展」を手始めに、中国北京「百福萬福書法展」、パリ「SHO吉川寿一PARIS展」、東京・NHK放送センター「平成独楽吟大書法展」、「寿一SHOワールド」パリなどを開催。中国・北京の天安門や東尋坊（坂井市）、ドバイの砂漠にて書を書くなど、スケールの大きい行動力と企画力で個展とパフォーマンスを繰り広げ、多彩な表現活動を精力的に続けている。
講談社発行の『モーニング』に『SHOあっ晴れ』を連載し、単行本となる。また、『バガボンド』『ジパング』『カバチタレ』『柴王』『軍鶏』『月刊アフタヌーン』などタイトルロゴを書き続けている。
2017年には、ソニー・クリエイティブプロダクツがエージェント権を獲得。これ以降同社が吉川の著作物のマネジメントを行っている。

## 書歴

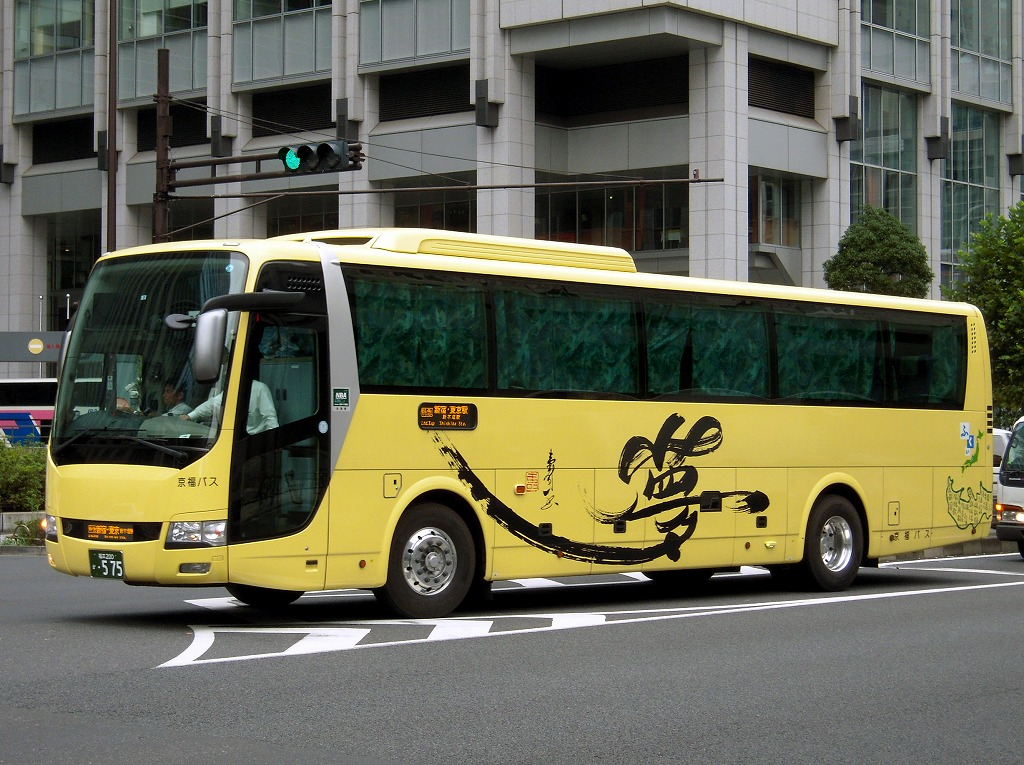
吉川が揮毫した京福バスの三菱ふそう・エアロエース。

- 1983年 - 東尋坊の断崖上に30畳の仮設ステージを設営し、越前和紙を敷いて「萬来」の二字を書初めする。
- 1988年 - 3.6平方メートルの白布100枚に「福」をいろいろな書体で揮毫し、5メートルの竹で井桁に組んで福井県庁の堀に浮かべる「百福水上」展を開催する。
- 1990年 - 北京天安門革命博物館前庭にてタテ45メートル・ヨコ15メートルの金色布に世界一の特注新案の大筆（重さ45kg + 墨20kg）にて「福中来」を大書揮毫する。
- 2003年 - NHK大河ドラマ『武蔵』の題字を揮毫[2]。
- 2006年4月19日にリリースされたTHE LOOSE DOGSのシングル「しょぼい顔すんなよベイベー」の題字も書いている。これはメンバーが吉川と同じ福井県出身ということに由来する。
- かわぐちかいじ

『週刊モーニング』で連載されていた作品『ジパング』の題字を書いている。また、同誌上で2008年4月10日発売号に掲載された読みきり作品『役者魂　美粧之介』でも題字を手がけている。
- 京福グループ

2008年4月、京福電気鉄道が嵐山本線・北野線のロゴマークとして、その路線通称を用いた吉川揮毫による「嵐電」を採用。
2008年10月より、京福バスが高速バスに吉川揮毫によるラッピングバス「SYOINGバス」を導入する。東京線(3台)の揮毫に「夢」、京都・大阪線(2台)に「愛 愛」(最初の愛は反転文字)、名古屋線(2台)に「光」で、全車とも車体後部に福井県の略地図の中に「福」の字を100個書き込んだ作品が入る。翌年には「SYOINGバス」第二弾として、京福バスの永平寺 - 東尋坊線一般バス、京福リムジンバスの福井 - 永平寺線特急バスに「道」が登場している。
- 2010年11月 - 善光寺の京都別院・得浄明院の看板を揮毫[3]。
- 2018年8月 - TAKEO KIKUCHI×Juichi YOSHIKAWAのコラボレーション商品を発売。
- 2018年9月 - B.LEAGUE 2018-2019シーズンのメインビジュアル「超」を題字。TIP OFFカンファレンスに登壇し、SYOパフォーマンスも実施した。
- 2018年11月 - 京都・嵐山 大本山天龍寺塔頭大亀山宝厳院にて「垣間見る般若心経」展実施。
- 2018年11月 - 人気漫画「宇宙兄弟」の新刊コミック発売を記念して、「宇宙兄弟×吉川壽一 フキダシ書道キャンペーン」を実施。
- 2018年12月 - 京都 世界遺産下鴨神社にて「舞殿ぐるっと四周トリコロール十二支～幸運をもたらす八咫烏～迎新展」を実施。
- 2018年12月 - タカラトミーより発売の「初春トミカ」とのコラボレーション商品を発売。
- 2019年1月 - B.LEAGUE ALL★STAR GAME 2019シーズンのメインビジュアル「魅」を題字。
- 2019年5月 - B.LEAGUE 2018-2019シーズン CHAMPIONSHIPのメインビジュアル「頂」を題字。
- 2022年10月 - 福井県福井市の新九頭竜橋の親柱に揮毫[4]。